# 씨티은행
씨티은행(영어: Citibank)은 미국 뉴욕에 본거지를 둔 은행이다.
1812년 시티 뱅크 오브 뉴욕(City Bank of New York)으로 창립되었고, 여러 금융기관과의 흡수 합병을 통해 규모를 키우다가 1962년 퍼스트 내셔널 시티 뱅크(First National City Bank)로 이름을 바꿨으며, 1976년 현재의 씨티뱅크가 되었다. 지주회사는 씨티코프(Citicorp)였으며, 1998년 트래블러스 그룹(Travelers Group)과 합병하여 씨티그룹(Citigroup Inc)으로 개편되었다.
한때 미국과 세계 최대의 은행이었으나, 현재는 미국 내에서 자산과 예금 규모로 뱅크 오브 아메리카와 JP모건 체이스 다음이다.
대한민국에는 퍼스트 내셔널 시티 뱅크 시절인 1967년에 진출하여 서울지점을 열고 기업금융을 담당했다. 1980년대 말부터 소매금융도 취급하기 시작하였고, 1990년대에 각지에 지점을 내어 영업망을 확충한 데 이어, 2004년에는 한미은행과 흡수 합병하여, 한국씨티은행을 설립하여 점포망을 크게 늘렸다.

## 선한 영향력
한국씨티은행은 2021년 2월 한국무역보험공사와 "한국 기업 수출 해외 진출 지원 협력을 위한 업무 협약"을 체결하여 그린 산업을 포함한 한국 미래 산업 해외 시장 선점에 적극 뒷받침하였다. 또한 글로벌 네트워크를 활용한 국내 기업, 금융기관 및 정책 기관에 해외 자금 조달을 지원하며, 지배구조 관련 민간은행 최초 유명순 여성 은행장 선임을 비롯하여, 전체 13명의 임원 중 여성이 5명으로 유리 천장이 없는 모범적 사례로 평가받는다. 또한 각종 사회 활동을 통해 임직원의 자발적 재능 기부로 다양한 형태의 선한 영향력이 전파되도록 독려하고 있다.

## 같이 보기
- 시티그룹 센터 (뉴욕)